# Балманский сельсовет
Балманский сельсовет — сельское поселение в Куйбышевском районе Новосибирской области Российской Федерации.
Административный центр — село Балман.

## История
Статус и границы сельского поселения установлены Законом Новосибирской области от 2 июня 2004 года № 200-ОЗ «О статусе и границах муниципальных образований Новосибирской области»

## Население
| 2002 | 2010 | 2012 | 2013 | 2014 | 2015 | 2016 |
| ---- | ---- | ---- | ---- | ---- | ---- | ---- |
| 440  | ↘333 | ↘310 | →310 | ↘295 | ↘284 | ↘280 |
| 2017 | 2018 | 2019 | 2020 | 2021 |      |      |
| →280 | ↘263 | ↘249 | ↘245 | ↘235 |      |      |

## Состав сельского поселения
| № | Населённый пункт | Тип населённого пункта       | Население |
| - | ---------------- | ---------------------------- | --------- |
| 1 | Балман           | село, административный центр | ↘300      |
| 2 | Еланка           | деревня                      | ↘33       |
| 3 | Красиково        | посёлок                      | →0        |